# Фантастический реализм
Фантасти́ческий реали́зм — термин, применяемый к различным явлениям в искусстве и литературе.
Обычно создание термина приписывают Достоевскому; однако исследователь творчества писателя В. Н. Захаров показал, что это заблуждение. Вероятно, первым, кто употребил выражение «фантастический реализм», был Фридрих Ницше (1869, по отношению к Шекспиру). В 1920-е годы это выражение использует в лекциях Евгений Вахтангов; позже оно утвердилось в российском театроведении как определение творческого метода Вахтангова.
Фантастический реализм в живописи придерживается художественной тенденции, родственной магическому реализму, однако включающей больше ирреальных, сверхъестественных мотивов. Близок сюрреализму, но, в отличие от последнего, строже придерживается принципов традиционного станкового образа «в духе старых мастеров»; скорее может считаться поздним вариантом символизма.
Искусствовед М. Ю. Герман пишет: 

 Надо полагать, что фантастический реализм — это понятие, в первую очередь включающее в себя стремление к содержательной, стилистически единой формальной системе (сходство с натурой, традиционная предметность может быть и может не быть), но sine qua non — целостность, суггестивность и индивидуальность художественного вещества, реализующего представления художника о явлениях за пределами чувственного опыта. — М. Ю. Герман «Фантастический реализм: миф, действительность, нынешний день» (ответы на незаданные вопросы), 18.05.2017
С 1948 существует «Венская школа фантастического реализма» в живописи, носившая ярко выраженный мистико-религиозный характер, обращающаяся к вневременным и вечным темам, исследованиям потаённых уголков человеческой души и ориентированная на традиции немецкого Возрождения (представители: Эрнст Фукс, Рудольф Хауснер).
Фантастический реализм в литературе представлен такими романами, как «Другая сторона» (1909) А. Кубина, «Голем» (1915) Г. Майринка, «Мастер и Маргарита» М. А. Булгакова, и многими другими произведениями XX века. Общая особенность этих романов — не только и даже не столько присутствие в них фантастических и мифологических элементов, сколько особое сочетание фантастического и реального, заключающееся в их взаимопроникновении, таком их единстве, при котором создаётся совершенно иной масштаб и иной взгляд не только на изображаемый срез обыденной действительности, но и на сущностные вопросы и проблемы человеческого бытия в целом. Фантастический реализм сходен с магическим реализмом по целям, которые ставят перед собой авторы, однако фантастический элемент в фантастическом реализме более самостоятелен и в большей мере обращает на себя внимание, более явно вторгается в мир обыденности:64.

## Фантастический реализм в живописи

### Основание «Венской школы фантастического реализм»
Вместе с Ариком Брауэром, Вольфгангом Хуттером, Рудольфом Хауснером и Антоном Лемденом Эрнст Фукс основывает школу, или даже скорее создаёт новый стиль «фантастический реализм». Его бурное развитие приходится на начало 1960-х годов. Пятеро ярчайших представителей Фукс, Брауер, Лемден, Хауснер и Хуттер стали основной группой всего будущего движения, вскоре к ним присоединились Кларвейн, Эшер, Джофра, привнесшие из своих национальных школ каждый свою манеру и методику работы. Паетз, Хелнвейн, Хекельман и Валь, Одд Нердрум также составляли часть общего движения. В Швейцарии работал Гигер.
Эрнст Фукс преподавал в замке Рейченау, где появились такие яркие и известные художники, как Хана Кай, Ольга Шпигель, Филипп Рубинов-Якобсон, Вольфганг Видмосер, Михаэль Фукс, Роберто Веноза, Дитер Шветрбергер, известный как Де Эс. В США проходили выставки с участием Айзека Абрамса, Инго Свана и Алекса Грея. В конце шестидесятых движение фантастического реализма стало интернациональным и составило как бы некий параллельный художественный мир, хотя многие художники меняли свой стиль, уходя в другие общества, другие же появлялись, приходя из совершенно других движений. Появились галереи Джеймса Кована «Морфеус» в Беверли-Хиллз, представившего Бексинского, очень впечатлившего молодое поколение, Генри Боксера в Лондоне, Карла Карлхубера в Вене и другие. Фукс участвует в первой выставке Венского Арт-клуба в Турине (Италия). Творчество представителей «школы», впитавшее национальные традиции готики, модерна, экспрессионизма, оперирующее образами мифа и подсознания, первоначально не находило признания у австрийской публики, увлечённой в тот момент абстрактным искусством.

### Фантастический реализм и виженари-арт
Впоследствии, слившись с психоделикой нью-эйджевских изысканий 1960-х, а также с различными традиционными религиозно-мистическими практиками, фантастический реализм получил собственное продолжение в стиле виженари-арт.
Виженари-арт (англ. Visionary art) — художественный стиль, имеющий в своей основе спонтанное изображение увиденного в изменённом состоянии сознания, религиозного, медитативного созерцания, транса, а также «флешбэков» («англ. flash — вспышка, back — назад, обратно) — в буквальном смысле — кинематографический термин, обозначающий ретроспективную сцену, стоп-кадр»), возникающих после так называемых «трипов» (психотропных путешествий).
Виженари-арт распространился по всему миру и с появлением Интернета получил возможность создать по-настоящему международные организации. На сайтах общества, созданного Бригид Марлин, Art of Imagination и Джона Беинарта, beinART collective, а также на тематическом сайте Данеэля Миранте Lila представлено внушительное число художников со всего мира, измеряющееся сотнями. Общество Art of Imagination проводит ежегодные выставки в Европе и США. Парижанин Лоренс Каруана, ведущий онлайновый журнал Виженари Ревью, написал Манифест. Кит Вигдор на своём сайте Surrealism Now обобщил всё постсюрреалистическое движение.
Нынешнее поколение ярко представлено деятельностью таких художников, как Тристан Шен, Эндрю Гонзалес, Олег Королёв, Сергей Апарин, Владимир Рыклин, Петер Грик, Лори Липтон, Яцек Йерка, Маура Холден, Лукас Кандл, Герман Сморенбург, Стивен Кенни и многие другие.

#### Художники фантастического реализма и виженари-арт
- Эрнст Фукс
- Х. Р. Гигер
- Здзислав Бексиньский
- Евгений Измайлов
- Майкл Уэлан
- В. А. Провоторов
- Роберто Веноза
- Одд Нердрум
- Олег Королёв
- Дэ Эс Швертбергер
- Питер Грич
- Яцек Йерка
- Эндрю Гонзалес
- Алекс Грей
- Лука Басыров
- Бригид Марлин
- Лоренс Каруана
- Ян Антонышев, группа «Старый Город»
- Николай Данилевский
- Владимир Рыклин
- Андрей Мамаев
- Наталья Ходячева
- Петербургская школа фантастического реализма[6][7]
- Иван Славинский

## Фантастический реализм в литературе
Фантастический реализм в литературе представляет собой «традиционную психологическую прозу о современной жизни с элементом необычайного» (определение Б. Стругацкого и А. Житинского). Действие произведений фантастического реализма происходит в современной действительности, организуемое авторами пространство содержит в качестве равнозначных мифологические и конкретные персонажи. Фантастический реализм в значительной мере сходен с социальной фантастикой, предпосылки создания модели мира в рамках обоих этих направлений одинаковы: независимо от времени действия описывается конкретная бытовая реальность, в которой случаются разнообразные необычные явления.
При характеристике фантастического реализма следует различать такие явления, как «бытовая проза» с элементами фантастики и фантастика с элементами бытовой составляющей.

### Русская литература XX — начала XXI века
Братья Стругацкие определяли собственный стиль как «реалистическую фантастику» или «фантастический реализм». К фантастическому реализму относят также произведения В. Орлова, в частности «Альтист Данилов» и «Аптекарь». В манифестах российских фантастов «четвёртой волны», например у Николая Романецкого или Александра Тюрина, «фантастический реализм» — фактически синоним «турбореализма». Р. Арбитман относит к «фантастическому реализму» произведения М. и С. Дяченко.
В конце XX века активно пропагандировал понятие «фантастического реализма» Вяч. Вс. Иванов.

## Фантастический реализм в нон-фикшн
В 1959 году вышла знаменитая книга Жака Бержье и Луи Повеля «Утро магов», носившая подзаголовок «Введение в фантастический реализм». Она дала начало особому типу публицистики (non-fiction), который Мирча Элиаде определил так:

Она представляет собой любопытную смесь популярной науки, оккультизма, астрологии, научной фантастики и техники спиритуализма. Более того — она молчаливо претендует на разгадку бесчисленных жизненно важных тайн — нашей вселенной, Второй мировой войны, исчезнувших цивилизаций, одержимости Гитлера астрологией и так далее.